# Thrissobrycon
Genre
Thrissobrycon est un genre de poissons téléostéens de la famille des Characidae (ordre des Characiformes). Le genre Thrissobrycon est mono-typique, c'est-à-dire qu'il n'est composé que d'une seule espèce, Thrissobrycon pectinifer.

## Liste d'espèces
Selon World Register of Marine Species (6 juillet 2023) :
- Thrissobrycon pectinifer Böhlke, 1953

## Systématique
Le nom valide complet (avec auteur) de ce taxon est Thrissobrycon Böhlke (d), 1953.

## Publication originale
- (en) J.E. Böhlke, « A minute new herring-like characid fish genus adapted for plankton feeding, from the Rio Negro », Stanford Ichthyological Bulletin, États-Unis, vol. 5, no 2,‎ 1953, p. 168-170 (ISSN 0097-0670).